# Szwajcaria na Letnich Igrzyskach Olimpijskich 1976
Szwajcarię na Letnich Igrzyskach Olimpijskich 1976 reprezentowało 50 zawodników, 47 mężczyzn i 3 kobiety. Reprezentacja zdobyła cztery medale: jeden złoty, jeden srebry i dwa brązowe, co dało jej 20. miejsce w klasyfikacji.

## Medale
| Medal  | Zawodnik                                                                                | Dyscyplina  | Konkurencja      |
| ------ | --------------------------------------------------------------------------------------- | ----------- | ---------------- |
| Złoto  | Christine Stückelberger                                                                 | Jeździectwo | Indywidualnie    |
| Srebro | Ulrich Lehmann, Doris Ramseier, Christine Stückelberger                                 | Jeździectwo | Skoki drużynowo  |
| Brąz   | Jean-Blaise Evéquoz, Daniel Giger, Christian Kauter, Michel Poffet, François Suchanecki | Jeździectwo | Szpada drużynowo |
| Brąz   | Jürg Röthlisberger                                                                      | Judo        | do 93 kg         |